# Marradi
Marradi település Olaszországban, Toszkána régióban, Firenze megyében. Lakosainak száma 2907 fő (2023. január 1.). Marradi Brisighella, Dicomano, Modigliana, Portico e San Benedetto, San Godenzo, Tredozio, Vicchio, Borgo San Lorenzo és Palazzuolo sul Senio községekkel határos.

## Népesség
A település lakossága az elmúlt években az alábbi módon változott:
| Lakosok száma | 3192 | 3062 | 2907 |
|               | 2013 | 2018 | 2023 |